# Joshua Samuels
Joshua Samuels (Newport Beach, 8 luglio 1991) è un pallanuotista statunitense, vanta una medaglia d'oro ai Giochi Panamericani del 2015 e un argento nella World League dell'anno successivo. Nel 2013 ha indossato la calottina del Budva.